# Alan García (Morropón)
Alan García es un caserío peruano ubicado en el distrito de San Juan de Bigote en la provincia de Morropón del departamento de Piura, al norte del Perú.

## Demografía
En el 2017 Alan García tenía una población de 146 habitantes, según el INEI.
| Gráfica de evolución demográfica de Alan García entre 1993 y 2017 |
|                                                                   |
| Fuentes: Población 1993 y 2017                                    |